# Huellas (álbum de Pandora)
 Huellas  es el nombre del tercer álbum de estudio lanzado por el grupo musical mexicano Pandora bajo la producción de la casa disquera EMI Capitol de México. Fue lanzado al mercado en 1987 en formato LP y casete a través de una serie de conciertos en el  Teatro de la Ciudad en la Ciudad de México.
Nuevamente se contó con el mismo equipo de trabajo de Miguel Blasco que participó en los dos primeros álbumes del trío, entre los cuales estuvieron el músico Gian Pietro Felisatti, encargado de la producción, Jesús Gluck en los arreglos musicales y los excelentes compositores Hernaldo Zúñiga, Difelisatti, J.R. Florez, Kiko Campos y Fernando Riba.  Este álbum, como sus dos anteriores, ocupa un espacio en la lista de los álbumes más vendidos de la década de los 80's según AMPROFON.

## Antecedentes
A inicios del año 1987 y durante la promoción de su álbum anterior, el grupo se encontraba en su gira por países de América del Sur, donde participaron en el 'Festival Viña del Mar' en Chile; donde recibieron por parte  del público chileno del festival la 'Antorcha de Plata'.
Por esas mismas fechas asisten a la premiación de la entrega del Grammy Award realizado por la RIAA en Los Ángeles, California, en la cual su primera producción discográfica Pandora fue nominado en la categoría de Mejor álbum pop latino. Aunque no lo ganaron, los críticos reconocieron su gran poder de interpretación como grupo.
Mientras todo esto sucedía, a través del mismo equipo de producción de sus dos anteriores álbumes, su disquera EMI Capitol comienza la planeación y la selección de los temas de su tercer álbum de estudio.

## Realización
En la primavera de 1987, las tres integrantes del grupo viajan nuevamente a Madrid, España, donde entran al estudio de grabación para realizar lo que sería su tercer álbum de estudio.  
Para la realización de este material y la selección de temas, el grupo Pandora continuó en la mayoría de los temas con el estilo de baladas románticas con el cual el público ya las identificaba, pero en esta ocasión, incluyeron algunos temas un poco más orientados al Pop comercial de los 80's como lo fueron «Locos por la música» y «Fuera de mi corazón».  
El equipo ejecutivo con el que el grupo trabajó durante este álbum era el mismo que EMI Capitol les había asignado para sus dos exitosos álbumes anteriores, trabajando nuevamente con Miguel Blasco, Gian Pietro Felisatti, y Jesús Gluck; además de seleccionar temas de los compositores Hernaldo Zúñiga, Difelisatti, J.R. Florez, Kiko Campos y Fernando Riba.

## Promoción
A finales del mes de julio de 1987, el grupo  Pandora presentó a los medios de comunicación como a su público y seguidores más cercanos, los temas de su tercer disco, a través de una serie de conciertos en el Teatro de la Ciudad en el centro de la Ciudad de México; Los conciertos se realizaron del día 23 al 26 de julio y durante los cuales fueron acompañadas por la Orquesta Sinfónica del Palacio de Minería.
Como punta de lanza se elige el tema «Mi hombre» que de la misma forma que sus anteriores sencillos de lanzamiento, rápidamente se colocó en los primeros lugares de popularidad en toda Latinoamérica. Le siguió el tema «Cinco minutos de amor»; otros éxitos fueron «Fuera de mi corazón» y «Ella se llenó de amor».
Se comenzó con una buena promoción del álbum, pero después del lanzamiento el grupo se involucra en el concurso anual Festival OTI de la Canción interpretando un tema especialmente compuesto para el certamen por Fernando Riba y Gloria Campos llamado “Los amantes”, durante el cual participan por varias semanas y como resultado llegan a formar parte de los finalistas de dicho festival y el tema es grabado en el LP de Los 12 finalistas del OTI 87. Igualmente, les otorgaron la medalla como mejor grupo vocal del evento. Desafortunadamente, esto restó tiempo a la promoción del álbum.
A finales del año 1987, la productora de telenovelas Carla Estrada selecciona el tema «Ella se llenó de amor» para ser utilizada ampliamente como música de fondo de la exitosa telenovela Quinceañera, lo cual el llevó a los primeros lugares a este sencillo. Igualmente, grabaron un tema especial para esta telenovela llamado «Tu cariño». Mientras esto sucedía en su país, el trío es invitado por el famoso intérprete puertorriqueño José Feliciano a interpretar un tema en su disco «Tu inmenso amor». El dueto que realizaron se llamó «No hay mal que por bien no venga» que ocupó los primeros lugares en la lista de éxitos Billboard Hot Latin Tracks de la unión americana.

## Recepción y premios
El álbum fue muy bien recibido por los seguidores del grupo y el público de México, de la misma forma que el álbum anterior, logran un disco de oro previo a su lanzamiento por la preventa de 100 000 copias.
El álbum obtuvo muy buenas ventas logrando vender más de 1 000 000 de copias en su país, México, por lo cual obtienen un disco de platino y varios discos de oro. El álbum ocupa el lugar 99 de la lista Los 100 más vendidos en la década de los 80's de AMPROFON.
Aunque las ventas fueron muy buenas, la discográfica EMI Capitol esperaba mejores resultados de este álbum, pero las ventas se vieron afectadas debido a la falta de tiempo en la promoción del álbum a finales del año debido a diversos compromisos del grupo y también por una nueva corriente musical que se iniciaba en toda América llamada Rock en tu idioma por la cual, a finales de la década de los 80's, el mercado musical y los jóvenes comenzaron a inclinarse dejando atrás a los grupos románticos y baladistas.
Por tercera ocasión consecutiva, aparecen en el Súper Disco del Año '87 con el tema «Mi hombre».

## Videos
- «Mi Hombre»

## Lista de canciones
| N.º | Título                  | Escritor(es)                | Duración |  |
| 1.  | «Locos por la música»   | J.R. Florez                 | 3:25     |  |
| 2.  | «Cinco minutos de amor» | Difelisatti / J.R. Florez   | 3:40     |  |
| 3.  | «Pobre de él»           | Rudy                        | 3:20     |  |
| 4.  | «Amor, amor»            | Hernaldo Zúñiga             | 2:55     |  |
| 5.  | «Como un susurro»       | Ramoncin / A. Molina        | 4:05     |  |
| 6.  | «Fuera de mi corazón»   | Cerrone / Florez / Florez   | 3:26     |  |
| 7.  | «Ella se llenó de amor» | Kiko Campos / Fernando Riba | 3:13     |  |
| 8.  | «Mi hombre»             | Difelisatti / J.R. Florez   | 3:19     |  |
| 9.  | «Causa perdida»         | Kiko Campos / Fernando Riba | 3:24     |  |
| 10. | «Solo le pido a Dios»   | León Gieco                  | 3:21     |  |

## Créditos
El álbum es una producción de EMI Capitol de México realizado en 1987:
- Realizada y dirigida por Gian Prietro Felisatti.
- Productor ejecutivo: Miguel Blasco.
- Arreglos musicales: Gian Prietro Felisatti, Jesús Gluck y Loris Cerrone.
- Fotografías: Max Clemente